# Room2012
Room2012 var en tysk musikgrupp som var aktiv mellan åren 2007 och 2009. Gruppen bestod av fyra medlemmar. Gruppen bildades genom den tyska versionen av TV-programmet Popstars. Deras debutalbum Elevator släpptes den 14 december 2007. Gruppen hann släppa tre singlar, "Never Give Up", "Haunted" och "Naughty but Nice", innan gruppen upplöstes år 2009 då deras skivbolag WMG valde att inte förnya deras kontrakt. De två senare singlarna blev framgångsrika även utanför Tyskland. De hann göra en turné i Tyskland för att främja sitt debutalbum och har även varit förband åt DJ Bobo och Cascada.

## Diskografi

### Studioalbum
- 2007 – Elevator

### Singlar
- 2007 – "Never Give Up"
- 2008 – "Haunted"
- 2008 – "Naughty but Nice"